# Джоселін Вільденштайн
Джоселін Еліс Вільденштайн (фр. Jocelyn Alice Wildenstein, до шлюбу Жоселін Періссе; 1939/1940 — 31 грудня 2024, Париж, Франція) — швейцарська світська особа, знана завдяки великій кількості пластичних операцій, гучному розлученню 1999 року з мільярдером, артторговцем і бізнесменом Алеком Вільденштайном, екстравагантним трибом і подальшим банкрутством.

## Раннє життя та стосунки
Народилася в Лозанні, Швейцарія. Її батько Арман Періссе (помер 12 березня 1997 року в Кенії) працював у магазині спортивних товарів, а мати Ліліан Періссе була домогосподаркою. У 17 років почала зустрічатися зі швейцарцем Сірілом Піге, продюсером фільму 1964 року «Un commerce tranquille». Пізніше жила в Парижі з італійсько-французьким режисером Серджіо Гоббі й стала вправним мисливцем і пілотом.
1977 року саудівський торговець зброєю Аднан Хашоггі познайомив Періссе з Алеком Вільденштайном, який походив із заможної родини знаних торговців мистецтвом, на африканському ранчо Вільденштайна. 30 квітня 1978 року Періссе втекла з Вільденштайном до Лас-Вегаса і народили двох дітей. Існували підозри, що вона могла бути проституткою до зустрічі з Вільденштайном, але це так і не довели.
Розлучення Вільденштайнів 1999 року не було мирним. Коли Джоселін зайшла до спальні вдома у Вільденштайна в Нью-Йорку, її чоловік був там із 21-річною російською моделою, і погрожував Джоселін пістолетом. За це він провів ніч у в'язниці. Під час розгляду справи головуюча суддя Мерилін Даймонд отримувала поштою погрози вбивства. Джоселін заручилася підтримкою Еда Роллінза в роботі з громадськістю та в різний час Бернарда Клера і Кеннета Годта як юридичних консультантів. 2003 року почала зустрічатися з модельєром Ллойдом Кляйном.

## Пластична хірургія
Зробила численні пластичні операції на обличчі. За зовнішність ЗМІ прозвати її «жінкою-кішкою», «королевою-левицею» та «нареченою Вільденштайна». Вона заперечує, що робила надмірну кількість пластичних операцій, покликаючись на своє швейцарське походження, але зізналася, що витратила чимало мільйонів на операцію, щоб зробити її очі подібні до котячих. За словами Алека Вільденштайна, «вона думала, що може полагодити своє обличчя, як предмет меблів. Шкіра так не працює. Але вона не слухала».

## Фінанси
Була відома через своє екстравагантне життя, одного разу вона витратила на телефонний зв'язок $60 тис., а на їжу та вино $547 тис. за рік. Відповідно до угоди про розлучення отримала $2,5 млрд і $100 млн щороку протягом 13 років, які не могла витрачати на пластичні операції. Після розлучення продала будинок у Нью-Йорку забудовнику Джанні Буллок за $13 млн.
2018 року подала заяву про захист від банкрутства відповідно до глави 11, стверджуючи, що на її банківському рахунку 0 доларів США. 2020 року її три квартири в Трамп-тауер були конфісковані. Фінансові труднощі пояснює проблемами з довірою, які виникли після розлучення, та припинення виплат від Алека Вільденштайна з 2015 року.

## Смерть
Померла 31 грудня 2024 року від тромбоемболії легеневої артерії у готелі в Парижі.